# Carlos Revilla
Carlos Revilla Gonzalez (* 22. Januar 1933 in Salamanca; † 28. September 2000 in Madrid) war ein spanischer Schauspieler, Synchronsprecher und Synchronregisseur.

## Leben
Carlos Revilla wuchs im westspanischen Salamanca auf. Später lebte er in Madrid.
Er wirkte im Laufe seiner Karriere als Schauspieler von 1956 bis 1997 in mehr als 130 Film-und-Fernsehproduktionen mit.
Besonders bekannt wurde er auch durch seine jahrzehntelange Tätigkeit als Synchronsprecher. Revilla war von 1991 bis zu seinem Tod (Staffel 1 bis 11) die spanische Stimme der Figur Homer Simpson in der Zeichentrickserie Die Simpsons. Für diese Serie war er auch als Synchronregisseur tätig. Er war langjähriger Stammsprecher von Charlton Heston, Walter Matthau, Bill Cosby und vertonte in spanischer Sprache das sprechende und mit künstlicher Intelligenz ausgestattete Auto K.I.T.T. in der Serie Knight Rider. In einigen Filmen lieh er auch Jack Lemmon seine Stimme. Er synchronisierte auch zahlreiche Animationsfilme und Videospiele.
Carlos Revilla starb am 28. September 2000 im Alter von 67 Jahren an einem Herzinfarkt.

## Filmografie (Auswahl)
- 1956: Pasión en el mar
- 1960: Pasa la tuna
- 1962: Dulcinea
- 1969: Johnny Ratón
- 1973: La curiosa
- 1983: El currante
- 1987: Mi general